# Mineral Ridge (Ohio)
Mineral Ridge es un lugar designado por el censo ubicado en el condado de Trumbull en el estado estadounidense de Ohio. En el Censo de 2010 tenía una población de 3892 habitantes y una densidad poblacional de 458,14 personas por km².

## Geografía
Mineral Ridge se encuentra ubicado en las coordenadas 41°8′21″N 80°46′1″O / 41.13917, -80.76694. Según la Oficina del Censo de los Estados Unidos, Mineral Ridge tiene una superficie total de 8.5 km², de la cual 8.45 km² corresponden a tierra firme y (0.52%) 0.04 km² es agua.

## Demografía
Según el censo de 2010, había 3892 personas residiendo en Mineral Ridge. La densidad de población era de 458,14 hab./km². De los 3892 habitantes, Mineral Ridge estaba compuesto por el 95.32% blancos, el 2.54% eran afroamericanos, el 0.08% eran amerindios, el 0.08% eran asiáticos, el 0.03% eran isleños del Pacífico, el 0.46% eran de otras razas y el 1.49% pertenecían a dos o más razas. Del total de la población el 2.29% eran hispanos o latinos de cualquier raza.